# Groszek wiosenny
Groszek wiosenny (Lathyrus vernus (L.) Bernh.) – gatunek rośliny zielnej z rodziny bobowatych (motylkowatych). Rośnie dziko na znacznych obszarach Azji i na terenie niemal całej Europy. W Polsce jest rozpowszechniony, zwłaszcza na południu.

## Morfologia

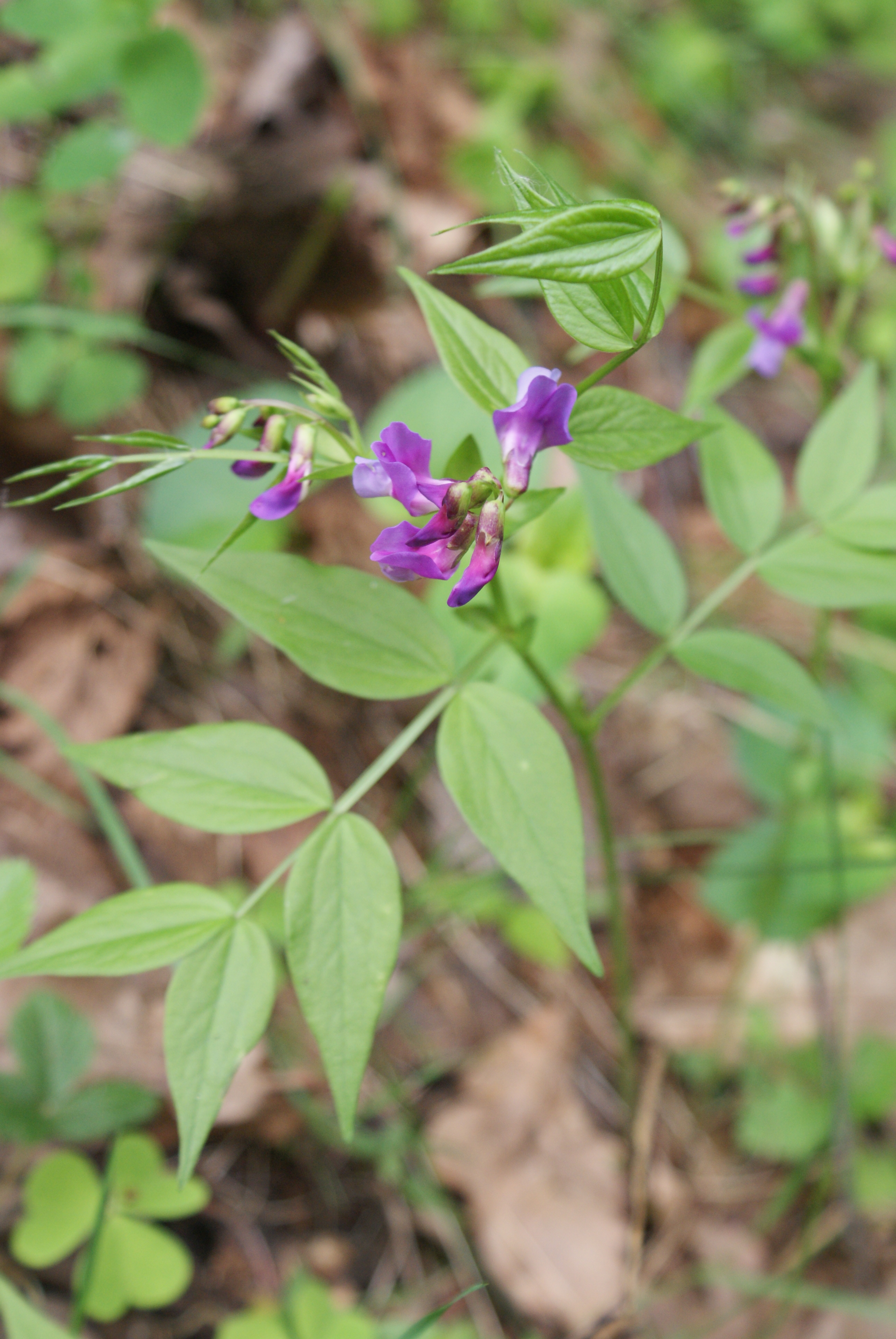
Pokrój

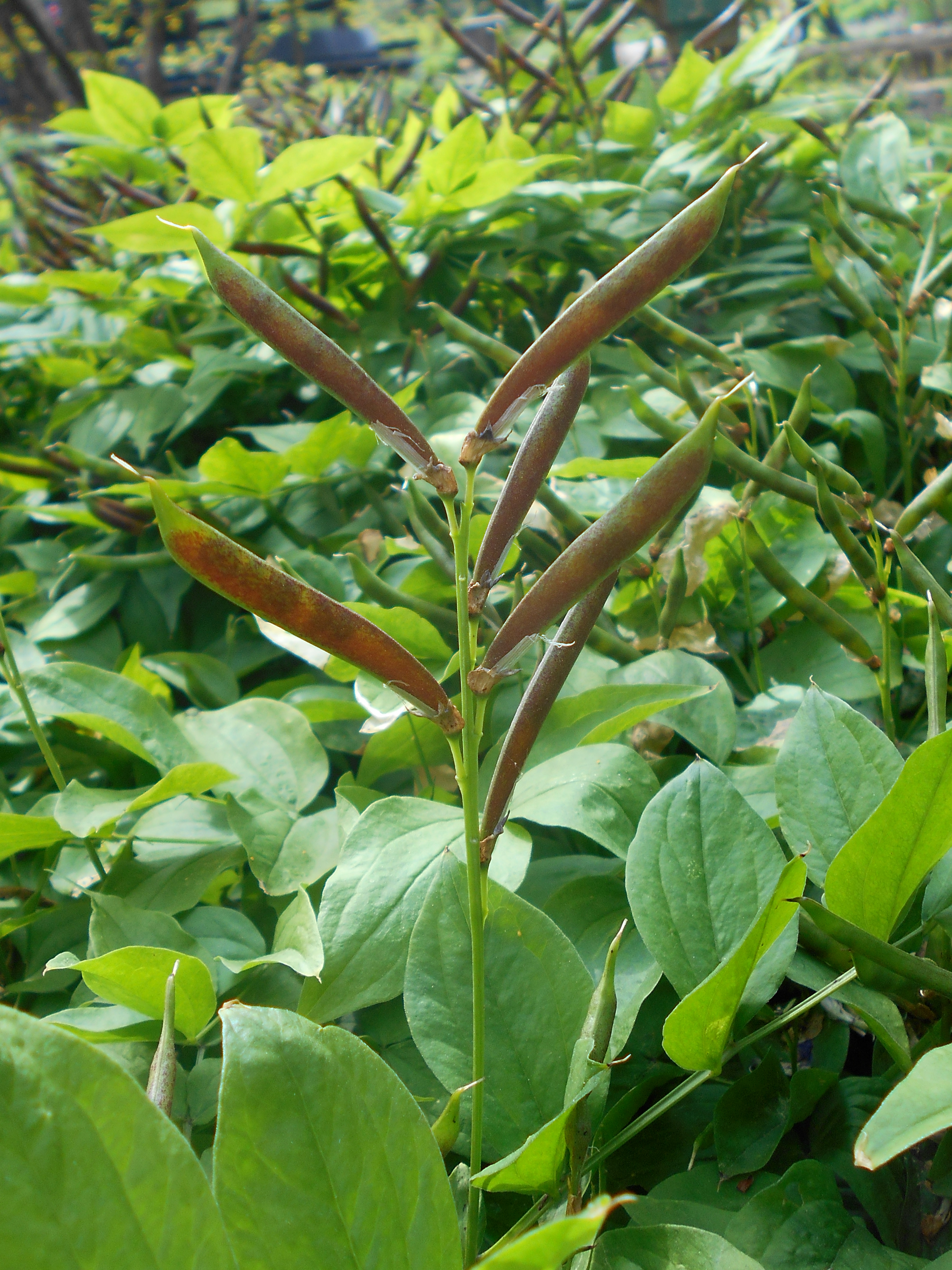
Owoce

PokrójRoślina wieloletnia rosnąca w małych kępach.
ŁodygaPojedyncza, wzniesiona, nieco owłosiona, o wysokości od 20 do 40 cm. Jest bruzdowana, łukowato wygięta i ma żywozielony kolor. Wyrasta z czołgającego się i rozgałęzionego kłącza.
LiścieParzystopierzaste z 2–4 parami szeroko jajowatych listków, spiczaste, jasnozielone i błyszczące. Wyrastają z prostej, nierozgałęzionej łodygi. Osadka liścia zakończona jest małym kończykiem.
KwiatyDługości 15–18 mm, zebrane są w groniaste kwiatostany od pięciu do dziesięciu kwiatów. Kwiaty różniące się barwą, początkowo są koloru czerwonofioletowego, a z wiekiem stają się niebieskofioletowe. Kwiat składa się z 5-działkowego kielicha, 5 płatków korony, 1 słupka, 9 pręcików zrośniętych w rurkę wokół słupka i 1 wolnego pręcika. Wokół właśnie tego wolnego pręcika występują miodniki w rynience jego nitki pręcikowej.
OwocStrąki mające kształt podłużnej torebki, zawierające kilka niewielkich nasion.

## Biologia i ekologia

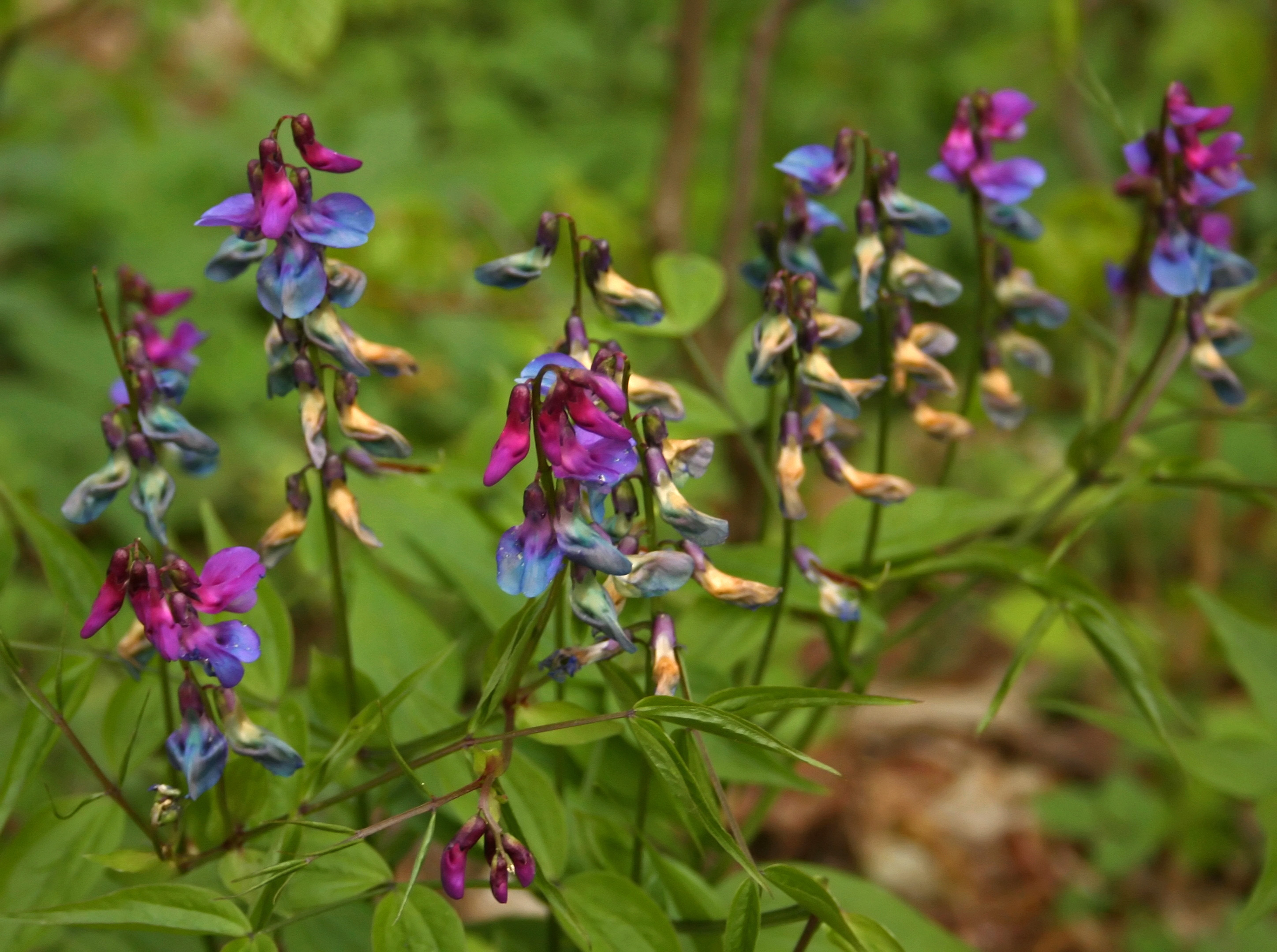
Młode kwiaty mają barwę czerwonofioletową, barwa starszych przechodzi w niebieskofioletową.

Bylina, geofit ryzomowy. Kwiaty zapylane są przez trzmiele, gdyż tylko one dostać się mogą do nektaru. Kwitnie: kwiecień – maj. Po dojrzeniu dwie łupiny strąka skręcają się śrubowato, wyrzucając nasiona na pewną odległość. Siedlisko: lasy liściaste i ich skraje, zarośla. Lubi gleby próchniczne, umiarkowanie wilgotne o odczynie lekko kwaśnym i obojętnym. W klasyfikacji zbiorowisk roślinnych gatunek charakterystyczny dla O. Fagetalia. Roślina pokarmowa gąsienicy motyli Wietek morsei i Pasyn debrak.

## Zastosowanie i uprawa
- Zastosowanie. Ze względu na swoje ładne i zakwitające wczesną wiosną kwiaty jest czasami uprawiany jako roślina okrywowa w cienistych miejscach ogrodu skalnego lub pod drzewami.
- Uprawa. Nasiona wysiewa się pod koniec marca lub na początku kwietnia wprost do gruntu, po 4–6 nasion w jednej kupce, w rozstawie 20 × 50 cm[7].